# Aroma (Bolívia)
Aroma é uma província da Bolívia localizada no departamento de La Paz, sua capital é a cidade de Villa Aroma.